# Thom Andersen
Thom Andersen est un réalisateur, critique de cinéma et universitaire américain, né en 1943 à Chicago, Illinois (États-Unis).

## Filmographie

### Comme réalisateur
- 1975 : Eadweard Muybridge, Zoopraxographer (en)
- 1996 : Red Hollywood (en)
- 2003 : Los Angeles Plays Itself
- 2010 : Get Out of the Car (moyen métrage)
- 2012 : Reconversão
- 2014 : The Tony Longo Trilogy (court métrage)
- 2015 : The Thoughts That Once We Had
- 2015 : Juke: Passages from the Films of Spencer Williams (moyen métrage)
- 2016 : A Train Arrives at the Station (court métrage)